# Anna Kiesenhofer
Anna Kiesenhofer (Niederkreuzstetten, Àustria, 14 de febrer del 1991) és una ciclista i matemàtica austríaca. Tot i no ser ciclista professional en aquell moment, va guanyar la medalla d'or a la cursa de carretera individual femenina dels Jocs Olímpics de 2020 (celebrats el 2021 per la pandèmia de la covid-19), esdevenint la primera austríaca que n'aconseguia una des dels jocs de 2004. També és investigadora postdoctoral en matemàtiques a l'Escola Politècnica Federal de Lausana (EPFL).

## Trajectòria acadèmica
Kiesenhofer va estudiar matemàtiques a la Universitat Tècnica de Viena (2008–11) i un màster a la Universitat de Cambridge (2011–12). Posteriorment, el 2016 va assolir el doctorat en matemàtica aplicada a la Universitat Politècnica de Catalunya (UPC) amb la tesi Integrable systems on b-symplectic manifolds, dirigida per Eva Miranda. Actualment, és una investigadora postdoctoral a l'Escola Politècnica Federal de Lausana (EPFL) i forma part d'un grup que investiga equacions no lineals diferencials parcials que sorgeixen en física matemàtica.

## Trajectòria ciclista
Abans de centrar la seva carrera esportiva en el ciclisme, Kiesenhofer competia al triatló i el duatló; però va haver de deixar aquestes pràctiques a causa d'una lesió que li impedia córrer en plenitud. El 2014, es va fer sòcia del Club Ciclista Gràcia i va participar i guanyar a la crono d'Olorda i la marxa Minera de Berga. Posteriorment, es va unir a l'equip ciclista català Frigoríficos Costa Brava – Naturalium. El 2015, va participar en proves de cyclo-esports, com ara el Gran Fondo New York, amb l'arribada al Mont Ventoux, on es va proclamar vencedora. Va poder participar al Tour de l'Ardèche; però va patir una caiguda a la primera etapa en la primera etapa i va retirar-se dies més tard en veure que no aconseguia recuperar-se de les lesions.
El 2016, va guanyar el Copa d'Espanya i va tornar a competir al Tour de l'Ardèche, on formava part de l'equip internacional. Es va imposar a la tercera etapa i va situar-se primera de la classificació general; posició que perdria l'endemà en benefici de Flávia Oliveira tot i que va poder mantenir el segon lloc a la classificació general fins a la fi de la competició.
El 2017, va competir professionalment amb l'equip Lotto-Soudal ladies; però ho va deixar perquè l'afectava massa la salut (tenia amenorrea i problemes als ossos). Llavors, va decidir centrar-se en la seva trajectòria acadèmica, tot i que sense abandonar mai del tot el ciclisme.
El 2019, es va imposar als campionats nacionals austríacs, tant a la prova en línia com a la contrarellotge individual, revalidant aquest últim triomf tant el 2020 com el 2021.
El 2020, a més del campionat nacional en contrarellotge, va quedar tercera al Tour de l'Ardèche.
El 2021, poc després de revalidar per tercera vegada consecutiva el campionat contrarellotge nacional austríac, va ser l'única representant austríaca a la cursa en línia dels Jocs Olimpics de Tòquio, competició on va guanyar la medalla d'or després de completar tota la cursa escapada. Malgrat no disposar d'entrenador i ser una ciclista amateur, va aconseguir imposar-se a les favorites, arribant a la meta 75 segons abans que la neerlandesa Annemiek van Vleuten. Kiesenhofer es va escapar a la sortida i va formar un quintet, que ja reduït a un trio (Omer Shapira, Anna Plichta i ella) gaudia de 10 minuts d'avantatge sobre el gran grup a 86 km de l'arribada. A falta de 41 km, durant l'ascens al Kagosaka, va marxar en solitari i va aconseguir mantenir el liderat fins al final de la prova.

## Principals resultats
- 2016
  - Vencedora d'una etapa al Tour Global Cycliste Féminin Internacional de l'Ardèche
  - 1a a la Copa d'Espanya
- 2019
  -  Campiona d'Àustria en contrarellotge
  -  Campiona d'Àustria en ruta
- 2020
  -  Campiona d'Àustria en contrarellotge
- 2021
  -  Medalla d'or en la cursa en ruta, Jocs Olímpics de Tòquio
  -  Campiona d'Àustria en contrarellotge
- 2023
  -  Campiona d'Àustria en contrarellotge
  - 1a a la Chrono Gatineau
  - 1a a la Crono de les Nacions-Les Herbiers-Vendée
- 2024
  -  Campiona d'Àustria en ruta
  -  Campiona d'Àustria en contrarellotge

### Resultats a les Grans Voltes

#### Giro d'Itàlia
2023: 53a posició

#### Volta a Espanya
2024: 108a posició